# Ukrenergo
Ukrenergo (en ukrainien : Укренерго) est une société anonyme ukrainienne détenue à 100 % par le gouvernement ukrainien connue principalement pour le transport de l'électricité sur le réseau haute tension.

## Histoire
Elle est créée le 15 avril 1998 et dépend du ministère de l'énergie d'Ukraine.
Historiquement inclus dans le système soviétique puis russe, elle a été intégrée dans le réseau synchrone IPS/UPS, qui est maintenant effectivement contrôlé par la Russie. La seule exception était l'« île centrale de Bourchtyn », centrée sur la centrale thermique de Bourchtyn, qui a été connectée en 2003 au réseau synchrone de l'Europe continentale, contrôlé par le Réseau européen des gestionnaires de réseaux de transport d'électricité (ENTSO-E).
L'Ukraine a maintenu cet arrangement jusqu'à l'annexion de la Crimée par la Russie en 2014, après quoi elle a signé un accord d'association avec l'UE. Le 28 juin 2017, un accord a été signé pour synchroniser l'ensemble du réseau électrique ukrainien avec le réseau européen. L'accord définissait une feuille de route pour finaliser le processus en 2023. Mais le renforcement militaire qui a précédé l'invasion de l'Ukraine par la Russie en 2022 a accéléré le processus. Le 22 mars 2022, l'Ukraine et la Moldavie furent connecté au système ENTSOE,,. Le 24 février 2022, l'Ukraine s'est déconnectée du réseau russe.
En 2023, Ukrenergo est entrée parmi les 200 premières entreprises quant au chiffre d'affaires en 2022, démontrant ainsi ses performances réussies et sa contribution significative à l'économie mondiale.